# Collar de Antoine

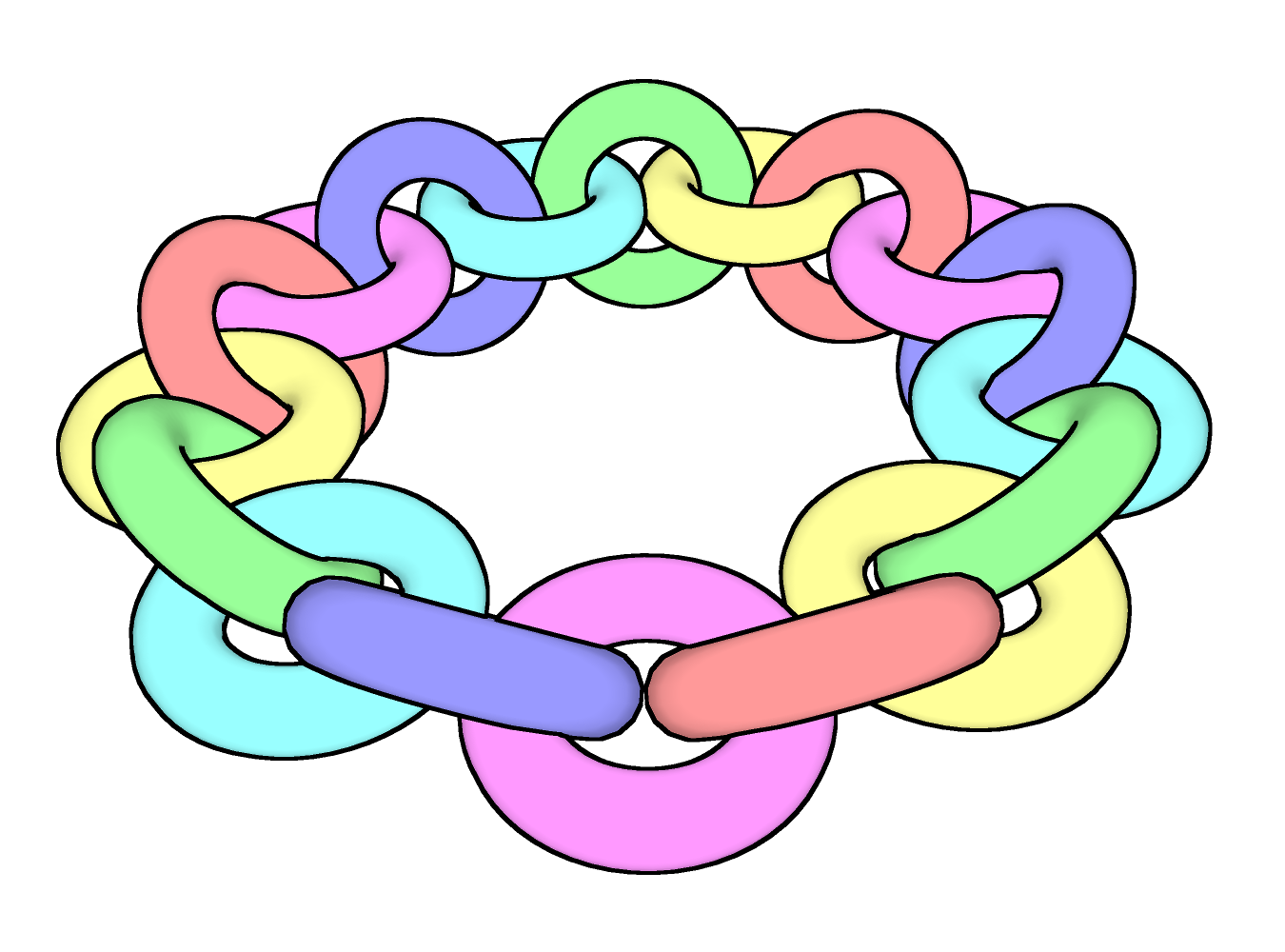
Primera iteración del collar de Antoine.

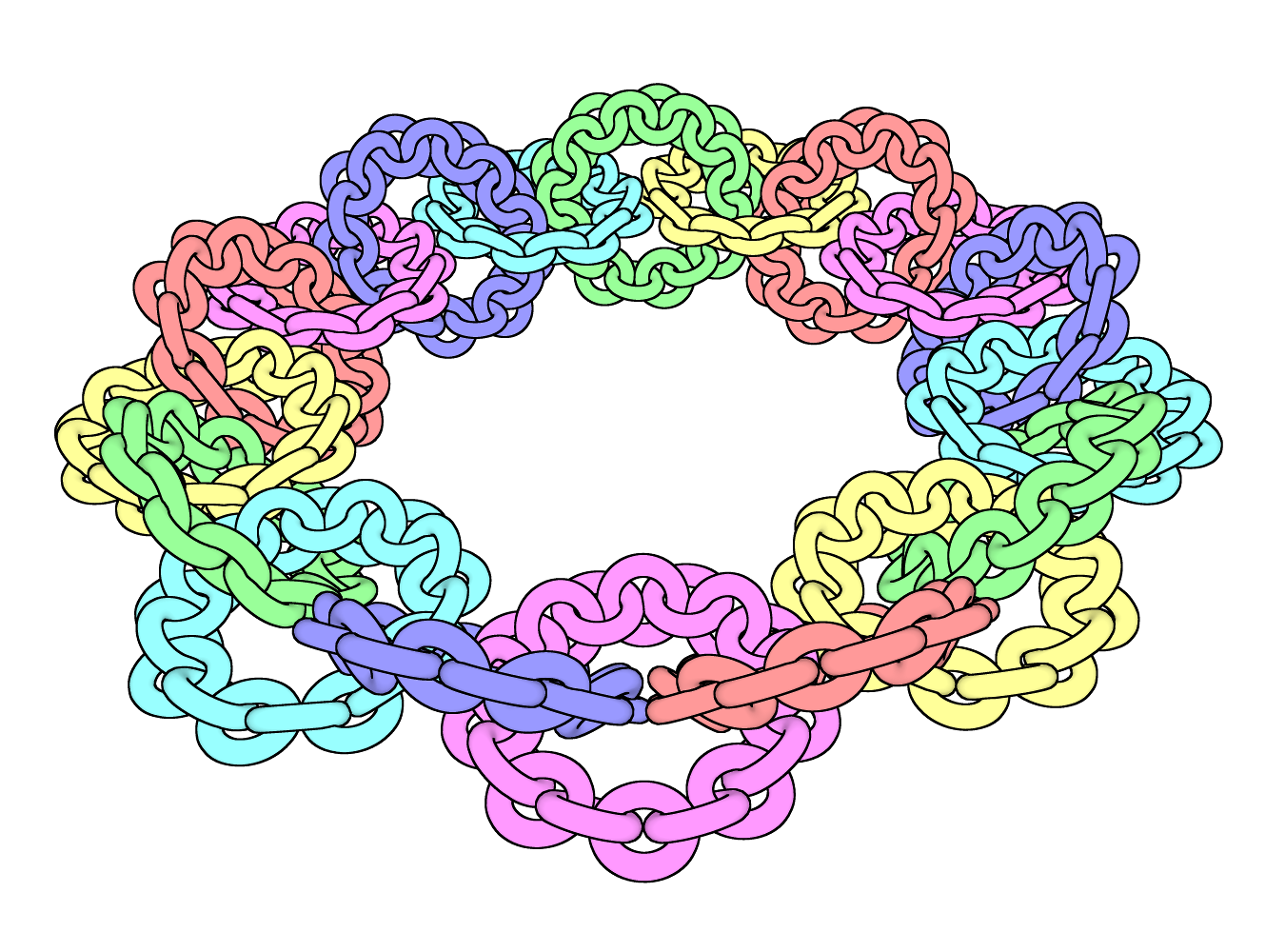
Segunda iteración del collar de Antoine.

En matemáticas, el collar de Antoine es un encaje topológico del conjunto de Cantor en el espacio euclídeo de 3 dimensiones cuyo complemento no está simplemente conexo. Es un contraejemplo de la afirmación de que todos los espacios de Cantor son ambientalmente homeomorfos entre sí. Fue descubierto por Louis Antoine en 1921.

## Construcción
El collar de Antoine se construye de forma iterativa, partiendo de un toro sólido A0 (iteración 0). Se construye un «collar» compuesto por toros más pequeños, enlazados entre sí, en el interior de A0. Este collar es A1 (iteración 1). Cada uno de los toros que conforman A1 se puede sustituir por otro collar más pequeño de la misma forma que ya se hizo para A0. Al proceder así, se obtiene A2 (iteración 2).
Este proceso se puede repetir un número infinito contable de veces para crear un An para cualquier n. El collar de Antoine, A, se define como la intersección de todas las iteraciones.

## Propiedades
Como los toros sólidos se hacen arbitrariamente pequeños a medida que crece el número de la iteración, las componentes conexas de A deben ser puntos. Se puede verificar que A es cerrado, denso en sí mismo y totalmente discontinuo, que tiene la cardinalidad del continuo. Esto es suficiente para concluir que un espacio métrico abstracto A es homeomorfo al conjunto de Cantor.
El collar de Antoine fue utilizado por James Waddell Alexander en 1924 para construir la esfera cornuda de Antoine (similar pero no idéntica a la esfera cornuda de Alexander).